# 7つの海の地球儀
「7つの海の地球儀」（ななつのうみのちきゅうぎ）は、1987年11月6日にリリースされた、チェッカーズのCute Beat Club Band名義シングル。

## 解説
- Cute Beat Club Band名義として発売。チェッカーズ名義のシングル「Blue Rain」と同時発売。12インチシングルEP、CD版は1988年5月21日発売された。
- ミュージッククリップがある。
- ロンドンでレコーディングされた。
- 藤井郁弥（現藤井フミヤ）のボーカル以外の演奏は、チェッカーズではなく現地ミュージシャン（元ホワイトスネイクのミッキー・ムーディ（ギター）、ワム!、ゲイリー・ムーアなどのサポートで知られるトミー・アイアー（オルガン）、ナイン・ビロウ・ゼロのメンバーで、ロリー・ギャラガー、オアシスなどのサポートで知られるマーク・フェルサム（ブルースハープ）らが参加）である。
- ロンドンでのライブを収録したアルバム『NOT CHECKERS-円高差益還元ライブ』にスタジオVer.とライブVer.が収録されている（カップリング「ちょっとGive me a break!」も同様）。
- ライブでは1987年冬、1991年冬（途中でリストに外れる）でセットリストに組まれた。
- ゴスペラーズが藤井フミヤとラジオに出演した時、フミヤの前で「7つの海の地球儀」をアカペラで披露した。

## 収録曲
1. 7つの海の地球儀
作詞：秋元康、作曲：Special Tsuruku、編曲：Micky Moody
2. ちょっとGive me a break!
作詞：秋元康、作曲：Special Tsuruku、編曲：Micky Moody